# Paula del Río Segura
Paula del Río Segura (Barcelona, 28 de febrer de 2000) és una actriu catalana de cinema i televisió que ha participat en els llargmetratges El desconocido (2015), L'ombra de la llei (2018) i Cordes (2019). A més, ha estat una de les protagonistes d'El internado: Las cumbres (2021-2022), sèrie basada en El internado, a Amazon Prime Video, amb el paper de Paz.

## Biografia
Cosina de la també actriu Andrea del Río, va néixer a Barcelona el 2000 i va tenir la seva primera interpretació amb tan sols deu anys al curtmetratge Levedad. En els següents anys va continuar participant en alguns curtmetratges fins que el 2015 va fer el salt al cinema amb la pel·lícula El desconocido, dirigida per Dani de la Torre, juntament amb Luis Tosar o Elvira Mínguez, entre d'altres.
El 2018 va tornar a participar en un altre llargmetratge de Dani de la Torre, L'ombra de la llei, interpretant Elisa. El 2019 va protagonitzar el llargmetratge Cordes de José Luis Montesinos, amb el paper d'Elena, una noia paralítica que es queda tancada a casa del seu pare amb un gos que contrau la ràbia.
A la televisió ha participat en Centro médico, Servir y proteger, Hospital Valle Norte i Bany compartit, on va interpretar una de les protagonistes. El 2021 es va unir al repartiment principal de la sèrie rellançament d'El internado, El internado: Las cumbres, on interpreta Paz.

## Filmografia

### Cinema
| Any  | Títol               | Paper | Director             |
| ---- | ------------------- | ----- | -------------------- |
| 2015 | El desconocido      | Sara  | Dani de la Torre     |
| 2018 | La sombra de la ley | Elisa | Dani de la Torre     |
| 2019 | Cordes              | Elena | José Luis Montesinos |

### Televisió
| Any       | Títol                     | Paper         | Canal              | Notes                                              |
| --------- | ------------------------- | ------------- | ------------------ | -------------------------------------------------- |
| 2017      | Centro médico             | Alicia        | TVE                | 1 episodi                                          |
| 2018      | Servir y proteger         | Lidia Velasco | TVE                | Repartiment secundari; 3 episodis                  |
| 2019      | Hospital Valle Norte      | Irene         | TVE                | Repartiment secundari; 2 episodis                  |
| 2019      | Bany compartit            | Greta Puig    | TVE Catalunya      | Repartiment principal; 39 episodis                 |
| 2021-2022 | El internado: Las Cumbres | Paz Espinosa  | Amazon Prime Video | Repartiment principal (temporada 1-2); 16 episodis |

## Premis i nominacions
| Any  | Premi                                            | Categoria                  | Treball nominat | Resultat   | Ref.   |
| ---- | ------------------------------------------------ | -------------------------- | --------------- | ---------- | ------ |
| 2015 | Medalles del Cercle d'Escriptors Cinematogràfics | Millor actriu revelació    | El desconocido  | Nominada   | [ 11 ] |
| 2015 | Premis Mestre Mateo                              | Millor actriu protagonista | El desconocido  | Guanyadora | [ 12 ] |
| 2020 | Festival de Cinema Fantàstic Grimmfest           | Millor actriu protagonista | Cordes          | Guanyadora | [ 13 ] |